# ダンネブロ勲章

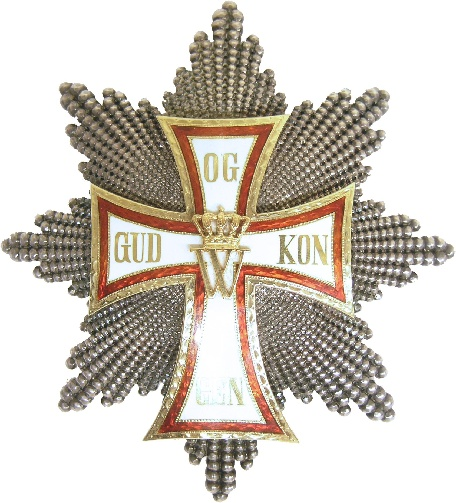
ダンネブロ勲章ナイト・グランドクロス星章

ダンネブロ勲章（ダンネブロくんしょう、英語: The order of the Dannebrog、デンマーク語: Dannebrogordenen）は、デンマーク王国の勲章の一つ。ダネブロー勲章と表記される場合もある。
最下級である3等級が「騎士（Ridder）」を示すことから、ダネブロー騎士勲章などと表記されることも多い。

## 概要
デンマーク王室が、デンマークに対し文化・芸術・スポーツなどで特に功績のあった人物に与える勲章で、イギリスにおける大英帝国勲章などに相当する。勲章名の「ダンネブロ」はデンマークの国旗を意味する。
1671年にクリスチャン5世によって創設。元々騎士団のメンバーに与えられる勲章だったことから、当初は受章者が最大50名に限られていたが、1808年に制度が全面的に変更され、下記に示す4等級制となった。以後は大英帝国勲章同様に外国人にも叙勲が可能となっている。

## 等級
1808年の制度改正以後は以下の4等級制が維持されている。
超級
Grand Commander (Storkommandør) - 勲章にはダイヤモンドがあしらわれる。原則としてデンマーク王室に連なる人物にしか与えられない。
1等級
Grand Cross (Storkors) - 王室関係者以外における最高位勲章。
2等級
Commander 1st Class (Kommandør af 1. grad)
Commander (Kommandør)
3等級
Knight 1st Class (Ridder af 1. grad)
Knight (Ridder)

## 過去の主な受章者

### 日本人
前述のとおり外国人にも叙勲可能なため、日本人にも受章者がいる。日本国内でデンマーク名誉領事を務めた者に与えられる例が多い。
- 西園寺公望（文部大臣、1898年）[1]
- 田中光顕（宮内大臣、1901年）[2]
- 山本権兵衛（海軍大臣、1901年）[2]
- 青木周蔵（外務大臣、1902年）[3]
- 三橋信方（横浜市長、1907年）[4]
- 石井菊次郎（特命全権大使、1913年）[5]
- 田中義一（内閣総理大臣、1929年）[6]
- 栗山茂（裁判官、1940年）
- 安田一（安田財閥三代目当主、年不明）
- 高木俊介（アンデルセン創業者、1984年）[7]
- 財前宏（元三菱商事副社長、1997年）[8]
- 北島義俊（大日本印刷社長、2001年）[9]
- 笹川陽平（日本財団会長、2010年）
- 鳥井信吾（サントリーホールディングス副社長、2012年）[10]
- 吉田總一郎（長野デンマーク名誉領事、2013年）[11]